# Nacaduba odon
Nacaduba odon är en fjärilsart som beskrevs av Hans Fruhstorfer 1916. Nacaduba odon ingår i släktet Nacaduba och familjen juvelvingar. Inga underarter finns listade i Catalogue of Life.